# FYRE: 꿈의 축제에서 악몽의 사기극으로
FYRE: 꿈의 축제에서 악몽의 사기극으로(Fyre: The Greatest Party That Never Happened)는 미국에서 제작된 크리스 스미스 감독의 2019년 다큐멘터리 영화이다.
넷플릭스를 통해 2019년 1월 18일 개봉하였다. 리뷰 애그리게이션 웹사이트 로튼 토마토에 따르면 이 영화는 93개 리뷰 기준 92%의 승인률(평균 7.7/10)을 받았다.